# Umbraculoidea
Umbraculoidea es una superfamilia de lapas falsas inusuales con un caparazón pateliforme blando y delgado, moluscos gasterópodos marinos en el clado Umbraculida, dentro del clado Euopisthobranchia.
Hay dos familias en esta superfamilia, que figura como la única superfamilia en el clado Umbraculida dentro del grupo informal Opisthobranchia en la taxonomía de Bouchet y Rocroi (2005).

## Taxonomía
Un estudio de Grande et al., publicado en 2004, concluyó que Umbraculoidea era un clado hermano de Cephalaspidea (excluido Acteonoidea).

### Taxonomía 2005
Umbraculoidea contiene dos familias: 
- Familia Umbraculidae
- Familia Tylodinidae

### Taxonomía 2010
Jörger y col. (2010) trasladó Umbraculoidea a Euopisthobranchia.